# 美国中央情报局大学

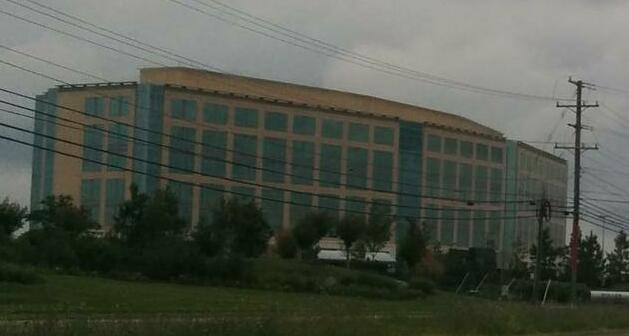
弗吉尼亚州蒂伊中央情报局大学校园内的杜勒斯发现3号大楼

中央情报局大学（CIA University，CIAU）是美国中央情报局(CIA) 的基础教育机构。 该学院成立于2002年，位于尚蒂利，开设各种情报相关课程，从化学武器制造到外语。 学生包括中央情报局的新雇员、经验丰富的官员、支持人员以及来自其他美国情报机构的人员 

## 历史
中央情报局成立于1947年，并于1950年成立了第一个培训机构——培训和教育办公室。20世纪90年代，在冷战结束后，预算削减迫使中央情报局大幅缩减其教育项目的规模和范围。乔治·特内特在担任中央情报局局长期间认为，中情局需要扩展培训计划，以留住优秀员工。 
在911恐怖袭击事件发生后不久，特内特获得批准建立一所新的培训学校，由此中央情报局大学于2002年成立。  

## 课程
CIAU是中央情报局的主要教育机构，与国家情报大学（National IntelligenceUniversity ）合作，并充当连接其他中央情报局教育项目的枢纽，例如谢尔曼·肯特情报分析学校（Sherman Kent School for Intelligence Analysis ）。  。
该学校每年提供200至300门课程。每门课程通常持续两周或更短时间，但新员工基础培训课程（被称为“CIA 101”）的时间较长，其基础培训可能持续数周，语言课程持续21至44周。中央情报局官员在其整个任职期间都会接受培训，并且课程设置不断更新以跟上时事的步伐。课程在传统的教室环境中举行，也可以通过在线、视频会议或播客进行。  该学校教授的课程包括化学武器制造、沟通技巧、防御性驾驶、脏弹、关键区域地理、信息技术、情报界、洗钱、项目管理、恐怖主义、大规模杀伤性武器、武器扩散和武器训练。   此外，学校还教授16门语言课程。  有一段时间，学生们被教授如何起草总统每日简报（PDB）；然而，2005 年，制作 PDB 的责任从中央情报局转移到国家情报总监。 

## 学生和教职员工
中央情报局大学不仅用于培训该机构的新员工，同时为经验丰富的情报行动官员、情报科学家和工程师等提供高阶课程。该学校还培训中央情报局的支持官员，例如财务、人力资源或后勤方面的官员。该校学生中还有多达15%的人来自国防情报局和联邦调查局等其他美国情报机构的员工。 中央情报局大学不招募间谍，这些间谍通常是外国人，不被视为情报人员。
该学院的教职员工由专业教育工作者和来自该机构内部的情报专家组成。该学院的许多案例研究和练习都取材于中央情报局的历史经验。 